# 三屋靜
三屋靜（1881年2月21日—1940年7月22日），日治時期日本駐台官員，曾擔任嘉義中學校長、臺中師範學校校長等職。

## 生平
三屋靜出生於東京市小石川區竹早町，1901年7月畢業於臺灣總督府國語學校師範部，同年任教於國語學校第一附屬小學校教諭工作、之後回到日本攻讀東京高等師範學校本科國漢文部，畢業後回台灣任教，1908年9月至總督府中學校教諭，之後又任臺南中學校教諭、嘉義中學校教諭、嘉義中學校長，1924年陞敘高等官五等，隔年1925年授予勳六等瑞寶章，1929年9月陞敘高等官三等從五位並授予勳五等瑞寶章，1931年8月任文教局編輯課長編輯官、1937年4月兼府視學官文教局督學室，1938年擔任臺中師範學校校長，從事教育30餘年時間，於1940年7月逝世，享年59歲。

## 家庭
其父三屋大五郎，號清陰，為臺灣日治時期教育家、報人、漢詩詩人。其子三屋秋策曾任臺南師範學校（今國立臺南大學）教諭，後擔任蘭陽高等女學校（今國立蘭陽女子高級中學）的首任校長，父子同於杏壇任職曾傳為佳話。

## 著作
- 《台灣教育會雜誌》6號，岡本要八郎、三屋靜 合撰，1902年8月。
- 《臺灣教育沿革誌》，原雄土、三屋靜、加藤春城等編纂，臺北，臺灣教育會，1925年。
- 《吳鳳傳》，三屋靜 編纂，1931年。